# جرونیمو مینیر
جرونیمو مِـینیر (ایتالیایی: Geronimo Meynier؛ زادهٔ ۱۹۴۱) بازیگر اهل ایتالیا است. او چندین سال در سانفرانسیسکو زندگی کرد. وقتی به ایتالیا بازگشت، در محله استادرا میلان ساکن شد.
از فیلم‌ها یا برنامه‌های تلویزیونی که وی در آن نقش داشته‌است، می‌توان به جنگ بزرگ، عشق در بیست‌سالگی و اولین عشق اشاره کرد.